# Eugenia Kumacheva
Eugenia Kumacheva (1955-) est une chimiste canadienne originaire d'Ukraine. Elle est spécialiste de la matière molle.

## Biographie
Eugenia Kumacheva est née à Odessa, au sud de l'actuelle Ukraine. Elle obtient une licence à l'université technique de Saint-Pétersbourg. Elle travaille plusieurs années dans l'industrie puis elle effectue un doctorat en chimie physique à l'académie des sciences de Russie. En 1985, elle devient chercheuse associée au département de chimie de l'Université d'État de Moscou. Entre 1991 et 1994, elle effectue ses recherches postdoctorales à l'institut Weizmann sur la lubrification des articulations humaines auprès du professeur Jacob Klein. En 1996, elle rejoint l'université de Toronto en tant que professeure adjointe. En 2000, elle devient professeure agrégée et en 2009, professeure titulaire.

## Récompenses et honneurs
- 2009: Prix L'Oréal-Unesco pour les femmes et la science pour le développement de nouveaux matériaux aux nombreuses applications dont la thérapie ciblée dans le traitement du cancer[3],[4]
- 2016: membre de la Royal Society[5]

## Publications
- Nie, Zhihong, Alla Petukhova, and Eugenia Kumacheva. Properties and emerging applications of self-assembled structures made from inorganic nanoparticles. Nature nanotechnology 5.1 (2010): 15-25.
- Xu, Shengqing, et al. Generation of monodisperse particles by using microfluidics: control over size, shape, and composition. Angewandte Chemie 117.5 (2005): 734-738.
- Klein, Jacob, et al. Reduction of frictional forces between solid surfaces bearing polymer brushes. Nature 370.6491 (1994): 634-636.
- Nie, Zhihong, and Eugenia Kumacheva. Patterning surfaces with functional polymers. Nature materials 7.4 (2008): 277-290.
- Nie, Zhihong, et al. Janus and ternary particles generated by microfluidic synthesis: design, synthesis, and self-assembly. Journal of the American Chemical Society 128.29 (2006): 9408-9412.
- Zhang, Jiguang, Shengqing Xu, and Eugenia Kumacheva. Polymer microgels: reactors for semiconductor, metal, and magnetic nanoparticles. Journal of the American Chemical Society 126.25 (2004): 7908-7914.
- Klein, Jacob, and Eugenia Kumacheva. Confinement-induced phase transitions in simple liquids. Science 269.5225 (1995): 816.
- Garstecki, Piotr, et al. Formation of monodisperse bubbles in a microfluidic flow-focusing device. Applied Physics Letters 85.13 (2004): 2649-2651.
- Nie, Zhihong, et al. Self-assembly of metal–polymer analogues of amphiphilic triblock copolymers. Nature materials 6.8 (2007): 609-614.
- Nie, Zhihong, et al. Polymer particles with various shapes and morphologies produced in continuous microfluidic reactors. Journal of the American chemical society 127.22 (2005): 8058-8063